# Artimpaza bicolor
Artimpaza bicolor là một loài bọ cánh cứng trong họ Cerambycidae.